# Милица Дабович
Милица Дабович (на сръбски: Милица Дабовић) е сръбска професионална баскетболистка. Родена през 1982 г. в Цетине, тогава в Югославия. Баскетболистка е в националния отбор на Сърбия и „Партизан“ (Белград).
Играла е последователно в „Херцег Нови“ (2000 – 02), „Беопетрол“ (2002 – 03), „Цървена звезда“ (2003 – 04), „Екатеринбург“ (2004), „Войводина“ (Нови Сад) (2004 – 05), „Екатеринбург“ (2005 – 06), „Спартак“ (Московска област) (2006 – 07), ТЕО Вилнюс (2007), BC Москва (2007 – 08), „Мондевий“ (2008), „Бешикташ Кола Турка“ (2008 – 09), ХАТИС Ереван (2009), „Палео Фалиро“ (Гърция) (2009 – 10) и Партизан (2010-настояще).